# Bagó (családnév)
A Bagó régi magyar családnév. A madárnevekből alakult nevek egyike. Bagoly ~ bagol ~ bagó éjjeli ragadozó madár. A névadás oka többféle lehet. A legtöbb esetben valószínűleg valamilyen átvitt értelmű elnevezés lehet, pl. sokat virrasztó ember.
Halász Előd kutatása szerint a név legkorábbi változatai már a Tihanyi összeírásban megtalálhatóak. Ennek alapján valószínűsíthető a germán eredet: az ófelnémet bagan »streiten« (harcol, küzd, viaskodik) igéből keletkezett baga tőből is származhat, melynek különböző személynévi összetételei a VIII. századtól kezdve gyakoriak.  A bâga tövön alapuló összetételek legszokványosabb kurtításos és képzős kicsinyítése a Bago név, amelynek már a késői ófn. korszaktól kezdve vannak Bagga ~ Baga ~ Bacca stb. változatai. Vö. Baak, Bagahart, Bagwalt.
1. ↑  Kázmér Miklós. Régi magyar családnevek szótára (XIV–XVII. század). Magyar Nyelvtudományi Társaság, Budapest, p. 61. o. (1993). ISBN 963 7530 31 2
2. ↑  Halász Előd: Germán eredetű magyar személynevek oklevelezésünk kezdeteitől a könyvnyomtatás koráig. In: Acta Universitatis Szegediensis : sectio philologica = nyelv és irodalom = âzyk i literatura = Sprache und Literatur 2. pp. 65-101. (1956). (Hozzáférés: 2025. június 14.)

## Híres Bagó nevű személyek
- Bagó Bertalan (1962) Jászai Mari-díjas színész, rendező
- Bagó László (1925–2009) színész
- Bagó Zoltán (1975) politikus, jogász (Fidesz)
- G. Bagó Lajos (1912–1982) szőlőnemesítő